# Caja Inmaculada
Caja Inmaculada (CAI) és una caixa d'estalvis aragonesa amb seu a Saragossa. Forma part del nou grup, anomenat provisionalment Caja3, (Caja Inmaculada, Caja Círculo i Caja de Badajoz), fusió realitzada mitjançant el Sistema Institucional de Protecció (SIP).